# Bulbophyllum megalonyx
Bulbophyllum megalonyx är en orkidéart som beskrevs av Heinrich Gustav Reichenbach. Bulbophyllum megalonyx ingår i släktet Bulbophyllum och familjen orkidéer. Inga underarter finns listade i Catalogue of Life.